# Portugal nos Jogos Olímpicos
A participação de Portugal nos Jogos Olímpicos começou na Escandinávia, tanto nos Jogos de Verão como nos de Inverno. Com a criação do Comité Olímpico de Portugal em 1909 e o seu reconhecimento pelo COI no mesmo ano, Portugal foi o décimo terceiro país a aderir ao Movimento Olímpico.
Três anos depois, o país estreou-se nos Jogos de Estocolmo. Desde então participou em todas as edições dos Jogos, sendo a décima oitava nação mais assídua. Até 2024, o país conquistou 32 medalhas (seis de ouro, onze de prata e quinze de bronze). A sua participação mais bem-sucedida foi nos Jogos Olímpicos de Verão de 2020 em Tóquio, realizados em 2021 devido à pandemia de COVID-19, com quatro medalhas, Pedro Pablo Pichardo vencendo a medalha de ouro no triplo salto, Patrícia Mamona com uma prata também no triplo salto, e dois bronzes, Jorge Fonseca no judo e Fernando Pimenta na canoagem. 
Em 1952, Portugal estreou-se nos Jogos Olímpicos de Inverno, realizados em Oslo, Noruega. Até aos Jogos de Turim, Portugal esteve presente em oito edições, sem ganhar nenhuma medalha.

## Jogos Olímpicos de Verão

### Medalhas por Atletas
| Edição              | Atleta | Prova                          | Classificação |
| ------------------- | --- | ------------------------------ | ------------- |
| Paris 1924          | António Borges d'Almeida, Hélder de Souza Martins, Luís Cardoso Meneses e José Mouzinho d'Albuquerque      | Hipismo: Prémio das Nações     | Bronze        |
| Amesterdão 1928     | Mário de Noronha, Paulo d'Eça Leal, Jorge de Paiva, Frederico Paredes, João Sasseti e Henrique da Silveira | Esgrima: Espada (equipas)      | Bronze        |
| Berlim 1936         | Domingos de Sousa Coutinho, José Beltrão, e Luís Mena e Silva                                              | Hipismo: Prémio das Nações     | Bronze        |
| Londres 1948        | Duarte Bello e Fernando Bello                                                                              | Vela: Classe Swallow           | Prata         |
| Londres 1948        | Fernando Silva Paes, Francisco Valadas Júnior, e Luís Mena e Silva                                         | Hipismo : Prémio das Nações    | Bronze        |
| Helsínquia 1952     | Joaquim Mascarenhas Fiúza e Francisco Rebello de Andrade                                                   | Vela: Classe Star              | Bronze        |
| Roma 1960           | Mário Gentil Quina e José Manuel Gentil Quina                                                              | Vela: Classe Star              | Prata         |
| Montreal 1976       | Carlos Lopes                                                                                               | Atletismo: 10 000m             | Prata         |
| Montreal 1976       | Armando Marques                                                                                            | Tiro: Fosso olímpico           | Prata         |
| Los Angeles 1984    | Carlos Lopes                                                                                               | Atletismo: Maratona            | Ouro          |
| Los Angeles 1984    | António Leitão                                                                                             | Atletismo: 5 000 m             | Bronze        |
| Los Angeles 1984    | Rosa Mota                                                                                                  | Atletismo: Maratona            | Bronze        |
| Seul 1988           | Rosa Mota                                                                                                  | Atletismo: Maratona            | Ouro          |
| Atlanta 1996        | Fernanda Ribeiro                                                                                           | Atletismo: 10 000m             | Ouro          |
| Atlanta 1996        | Vítor Hugo Rocha e Nuno Barreto                                                                            | Vela: Classe 470               | Bronze        |
| Sydney 2000         | Fernanda Ribeiro                                                                                           | Atletismo: 10 000m             | Bronze        |
| Sydney 2000         | Nuno Delgado                                                                                               | Judo: 73–81 kg                 | Bronze        |
| Atenas 2004         | Francis Obikwelu                                                                                           | Atletismo: 100 m               | Prata         |
| Atenas 2004         | Sérgio Paulinho                                                                                            | Ciclismo: prova de estrada     | Prata         |
| Atenas 2004         | Rui Silva                                                                                                  | Atletismo: 1 500m              | Bronze        |
| Pequim 2008         | Vanessa Fernandes                                                                                          | Triatlo: Triatlo - Feminino    | Prata         |
| Pequim 2008         | Nelson Évora                                                                                               | Atletismo: Triplo salto        | Ouro          |
| Londres 2012        | Emanuel Silva e Fernando Pimenta                                                                           | Canoagem: K2 1000m - Masculino | Prata         |
| Rio de Janeiro 2016 | Telma Monteiro                                                                                             | Judo: –57 kg                   | Bronze        |
| Tóquio 2020         | Jorge Fonseca                                                                                              | Judo: –100 kg                  | Bronze        |
| Tóquio 2020         | Patrícia Mamona                                                                                            | Atletismo: Triplo salto        | Prata         |
| Tóquio 2020         | Fernando Pimenta                                                                                           | Canoagem: K1 1000m - Masculino | Bronze        |
| Tóquio 2020         | Pedro Pablo Pichardo                                                                                       | Atletismo: Triplo salto        | Ouro          |
| Paris 2024          | Patrícia Sampaio                                                                                           | Judo: -78kg                    | Bronze        |
| Paris 2024          | |                                |               |
| Paris 2024          | Iuri Leitão                                                                                                | Ciclismo: Omnium               | Prata         |
| Paris 2024          | Pedro Pablo Pichardo                                                                                       | Atletismo: Triplo salto        | Prata         |
| Paris 2024          | Iuri Leitão e Rui Oliveira                                                                                 | Ciclismo: Madison              | Ouro          |

### Campeões Olímpicos
- Carlos Lopes, (Maratona) - Los Angeles 1984
- Rosa Mota, (Maratona) - Seul 1988
- Fernanda Ribeiro, (10000 metros) - Atlanta 1996
- Nélson Évora, (Triplo salto) - Pequim 2008
- Pedro Pablo Pichardo, (Triplo salto) - Tóquio 2020
- Iuri Leitão e Rui Oliveira, (Madison) - Paris 2024

### Duplos Medalhados
- Carlos Lopes, (10000 metros e Maratona) - Montreal 1976 e Los Angeles 1984
- Rosa Mota, (Maratona) - Los Angeles 1984 e Seul 1988
- Fernanda Ribeiro, (10000 metros) - Atlanta 1996 e Sydney 2000
- Luís Mena e Silva, (Equitação) - Berlim 1936 e Londres 1948
- Fernando Pimenta, (Canoagem) - Londres 2012 e Tóquio 2020
- Pedro Pablo Pichardo, (Triplo salto) - Tóquio 2020 e Paris 2024
- Iuri Leitão, (Omnium e Madison) - Paris 2024

### Total de Medalhas
| Edição                |   |    |    |    |
| --------------------- | - | -- | -- | -- |
| Estocolmo 1912        | 0 | 0  | 0  | 0  |
| Antuérpia 1920        | 0 | 0  | 0  | 0  |
| Paris 1924            | 0 | 0  | 1  | 1  |
| Amsterdã 1928         | 0 | 0  | 1  | 1  |
| Los Angeles 1932      | 0 | 0  | 0  | 0  |
| Berlim 1936           | 0 | 0  | 1  | 1  |
| Londres 1948          | 0 | 1  | 1  | 2  |
| Helsinque 1952        | 0 | 0  | 1  | 1  |
| Melbourne 1956        | 0 | 0  | 0  | 0  |
| Roma 1960             | 0 | 1  | 0  | 1  |
| Tóquio 1964           | 0 | 0  | 0  | 0  |
| Cidade do México 1968 | 0 | 0  | 0  | 0  |
| Munique 1972          | 0 | 0  | 0  | 0  |
| Montreal 1976         | 0 | 2  | 0  | 2  |
| Moscou 1980           | 0 | 0  | 0  | 0  |
| Los Angeles 1984      | 1 | 0  | 2  | 3  |
| Seul 1988             | 1 | 0  | 0  | 1  |
| Barcelona 1992        | 0 | 0  | 0  | 0  |
| Atlanta 1996          | 1 | 0  | 1  | 2  |
| Sydney 2000           | 0 | 0  | 2  | 2  |
| Atenas 2004           | 0 | 2  | 1  | 3  |
| Pequim 2008           | 1 | 1  | 0  | 2  |
| Londres 2012          | 0 | 1  | 0  | 1  |
| Rio de Janeiro 2016   | 0 | 0  | 1  | 1  |
| Tóquio 2020           | 1 | 1  | 2  | 4  |
| Paris 2024            | 1 | 2  | 1  | 4  |
|                       | 6 | 11 | 15 | 32 |

### Medalhas por Modalidade
| Modalidade | Medalha de ouro | Medalha de prata | Medalha de bronze | Total de medalhas |
| ---------- | --------------- | ---------------- | ----------------- | ----------------- |
| Atletismo  | 5               | 4                | 4                 | 13                |
| Ciclismo   | 1               | 2                | 0                 | 3                 |
| Vela       | 0               | 2                | 2                 | 4                 |
| Canoagem   | 0               | 1                | 1                 | 2                 |
| Tiro       | 0               | 1                | 0                 | 1                 |
| Triatlo    | 0               | 1                | 0                 | 1                 |
| Judo       | 0               | 0                | 4                 | 4                 |
| Hipismo    | 0               | 0                | 3                 | 3                 |
| Esgrima    | 0               | 0                | 1                 | 1                 |
| Total      | 6               | 11               | 15                | 32                |

## Jogos Olímpicos de Inverno
Por razões climatéricas evidentes, Portugal não tem tradição nos desportos de Inverno. Assim, não é de estranhar a reduzida participação portuguesa nos jogos de Inverno ao longo das suas sucessivas edições. Além disso, com excepção de Duarte Espírito Santo todos os outros participantes lusos eram emigrantes ou nascidos no estrangeiro.
A tabela seguinte sumariza as participações dos atletas portugueses nos Jogos Olímpicos de Inverno:
| Ano  | Cidade      | Atleta                                           | Prova                | Classificação                                   |
| ---- | ----------- | ------------------------------------------------ | -------------------- | ----------------------------------------------- |
| 1952 | Oslo        | Duarte Espírito Santo Silva                      | Descida              | 69°                                             |
| 1988 | Calgary     | António Reis e João Poupada                      | Bob 2                | 34                                              |
| 1988 | Calgary     | Jorge Magalhães e João Pires                     | Bob 2                | desclassificado                                 |
| 1988 | Calgary     | António Reis, João Poupada, João Pires e A. Reis | Bob 4                | 25°                                             |
| 1992 | Albertville | Georges Mendes                                   | ...                  | Lesão; não concorreu                            |
| 1994 | Lillehammer | Georges Mendes                                   | Descida              | 30°                                             |
| 1994 | Lillehammer | Georges Mendes                                   | Slalom super gigante | desclassificado                                 |
| 1994 | Lillehammer | Georges Mendes                                   | Slalom gigante       | 41°                                             |
| 1998 | Nagano      | Mafalda Queirós Pereira                          | esqui acrobático     | 21°                                             |
| 1998 | Nagano      | Fausto Marreiros                                 | 5.000 m (patinagem)  | 31°                                             |
| 2006 | Turim       | Danny Silva                                      | 15 km (cross)        | 94° entre 99 participantes e 97 que terminaram. |